# Dioptru
În optică, dioptrul este o suprafață care separă două medii transparente, omogene și cu indice de refracție diferit.
Dacă suprafața de separare este plan, se numește dioptru plan, iar dacă este sferă, dioptru sferic.

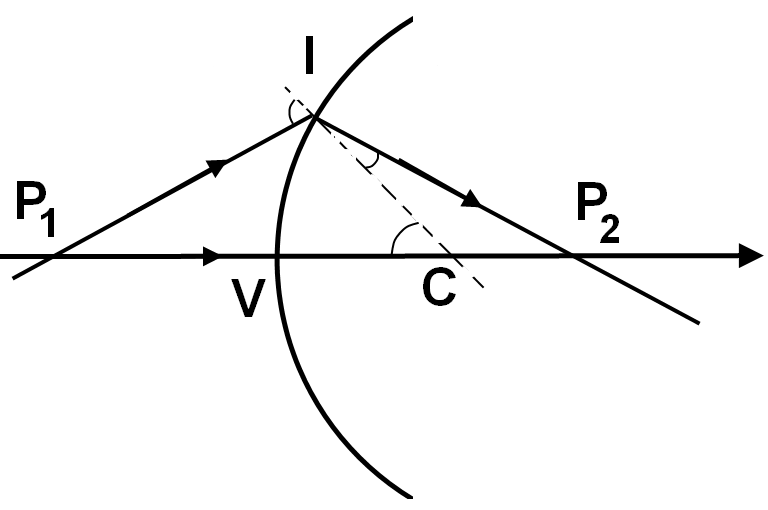
Mersul razelor de lumină într-un dioptru sferic

Dioptrul sferic se caracterizează prin:
- R= raza dioptrului;
- C = centrul suprafeței sferice;
- V = vârful calotei sferice a dioptrului;
- CV - axa care unește vârful cu centrul dioptrului (axa optică);
- n1, n2 - indicii de refracție ai celor două medii care mărginesc dioptrul.

## Dioptrul sferic
La un dioptru sferic se distinge:
- spațiul obiect: spațiul în care se găsește obiectul;
- spațiul imagine: spațiul în care se formează imaginea.

Se notează:
- p1 - distanța obiect: distanța de la obiect până la vârful dioptrului;
- p2 - distanța imagine: distanța de la imagine până la vârful dioptrului.

Pentru a găsi poziția imaginii unui obiect punctiform P1 situat pe axul optic, se consideră raza de lumină P1I izvorâtă din P1, care atinge dioptrul sub unghiul de incidență i și se refractă sub unghiul de refracție r.
Raza refractată intersectează axul optic principal în punctul P2.
Raza incidentă în V trece nedeviată, pentru această rază unghiurile de incidență și de refracție sunt zero.
În P2 se intersectează deci două raze izvorâte din P1.
Se adoptă notațiile:
{\displaystyle p_{1}=VP_{1},\;}   {\displaystyle p_{2}=VP_{2},\;}   {\displaystyle R=VC,}
considerând că p1, p2 și R reprezintă segmente dirijate cu originea în vârful dioptrului.
În condiții de stigmatism considerăm fasciculul de lumină care pleacă din P1 ca fiind un fascicul îngust, paraxial (aproximația Gauss), deci punctul de incidență I se găsește aproape de vârful dioptrului.
În aceste condiții, se pot face aproximațiile:
{\displaystyle P_{1}I\cong P_{1}V=-p_{1}\;}    și  {\displaystyle \;P_{2}I\cong P_{2}V=p_{2}.}
Aplicând teorema sinusurilor în triunghiurile {\displaystyle P_{1}IC} și {\displaystyle P_{2}IC} se obține:
{\displaystyle {\frac {P_{1}C}{\sin(\pi -i)}}={\frac {P_{1}I}{\sin \alpha }},\;}         {\displaystyle \;{\frac {P_{2}C}{\sin r}}={\frac {P_{2}I}{\sin(\pi -\alpha )}}.}
Se ține cont de aproximația Gauss și de convenția de semne:
{\displaystyle {\frac {-p_{1}+R}{-p_{1}}}={\frac {\sin i}{\sin \alpha }}\;}        {\displaystyle {\frac {p_{2}-R}{p_{2}}}={\frac {\sin r}{\sin \alpha }}\;}
Împărțind relațiile de mai sus și ținând seama de legea refracției, se obține:
|  | {\displaystyle {\frac {n_{2}}{p_{2}}}-{\frac {n_{1}}{p_{1}}}={\frac {n_{2}-n_{1}}{R}},} | {\displaystyle (1)} |

numită relația punctelor conjugate sau formula fundamentală a dioptrului sferic.
Conform acestei relații, toate razele din P1 se vor intersecta după refracție în P2, deci se poate spune că în aproximația opticii geometrice (aproximația lui Gauss) dioptrul sferic este un sistem optic stigmatic.
Pentru un astfel de sistem stigmatic, se constată că în aproximația gaussiană, unui obiect plan, perpendicular pe axul optic îi corespunde o imagine tot plană și perpendiculară pe axul optic și asemănătoare cu obiectul (ortoscopică).
Mărirea transversală a obiectului se definește ca fiind egală cu raportul dintre mărimea imaginii și mărimea obiectului, măsurate perpendicular pe axul optic:
{\displaystyle \beta ={\frac {y_{2}}{y_{1}}}.}
Având în vedere aproximația opticii geometrice, se poate demonstra că:
|  | {\displaystyle \beta ={\frac {n_{1}p_{2}}{n_{2}p_{1}}}.} | {\displaystyle (2)} |

Conform (1), formulele pentru distanțele focale f1 și f2 sunt:
|  | {\displaystyle -{\frac {n_{1}}{f_{1}}}={\frac {n_{2}-n_{1}}{R}}\;\Rightarrow \;f_{1}=-{\frac {n_{1}R}{n_{2}-n_{1}}}} | {\displaystyle (3)} |
|  | | {\displaystyle (3)} |
|  | {\displaystyle {\frac {n_{2}}{f_{2}}}={\frac {n_{2}-n_{1}}{R}}\;\Rightarrow \;f_{2}={\frac {n_{2}R}{n_{2}-n_{1}}}}   | {\displaystyle (3)} |

Relațiile {\displaystyle \;(1),(2),(3)\;} reprezintă relațiile dioptrului sferic.
Dioptrul sferic poate fi considerat un sistem optic stigmatic.

## Dioptrul plan
Pentru a obține ecuațiile dioptrului plan este suficient ca în relațiile dioptrului sferic {\displaystyle \;(1),(2),(3)\;} să se introducă   {\displaystyle R\to \infty .}
Deci pentru dioptrul plan relațiile devin:
|  | {\displaystyle {\frac {n_{2}}{p_{2}}}={\frac {n_{1}}{p_{1}}}} | {\displaystyle (4)} |

|  | {\displaystyle \beta =1} | {\displaystyle (5)} |

Dioptrul plan nu are focare (acestea sunt practic la infinit).
Într-un dioptru plan se formează deci o imagine dreaptă, virtuală și egală în mărime cu obiectul, a cărei poziție se poate obține din relația {\displaystyle (4).}